# (13010) Германтитов
(13010) Германтитов (лат. Germantitov) — типичный астероид главного пояса, открыт 29 августа 1986 года советским астрономом Людмилой Журавлёвой в Крымской астрофизической обсерватории и 18 сентября 2005 года назван в честь лётчика-космонавта СССР Германа Титова.

## Обнаружение и именование
(13010) Германтитов
Открыт 29 августа 1986 года в Крымской астрофизической обсерватории Л. В. Журавлёвой.
Лётчик-космонавт Герман Степанович Титов (1935—2000) совершил первый длительный космический полёт 6—7 августа 1961 года. Орбитальный космический корабль “Восток-2” с Титовым на борту облетел Землю 17 раз. Был дублёром Юрия Гагарина. Написал ряд книг по космологии.
Оригинальный текст (англ.)13010 Germantitov
Discovered 1986 Aug. 29 by L. V. Zhuravleva at the Crimean Astrophysical Observatory.
Pilot-cosmonaut German Stepanovich Titov (1935—2000) accomplished the first lasting cosmic flight on 1961 Aug. 6-7. The orbital spaceship “Vostok-2” with Titov on board circled the earth 17 times. He was the backup pilot to Yurij Gagarin. He wrote a number of books on cosmology.
Источники: 20050919/MPCPages.arc; M.P.C. 54826.

## Орбита

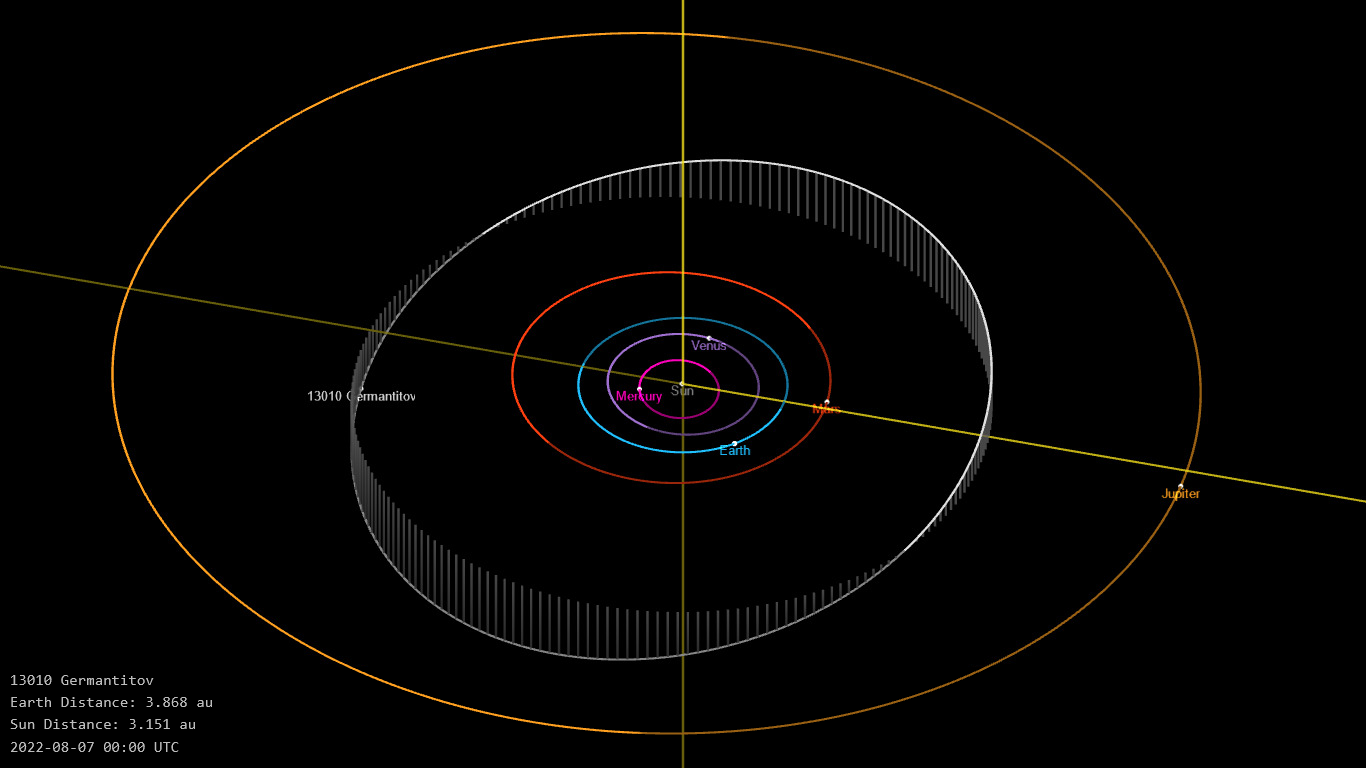
Орбита астероида Германтитов и его положение в Солнечной системе

## Физические характеристики
Астероид относится к таксономическому классу C.
По результатам наблюдений в видимом и ближнем инфракрасном диапазоне космического телескопа NEOWISE диаметр астероида оценивался равным 18,375±0,187 км и 14,15±3,62 км. Согласно тем же источникам альбедо оценивается как 0,0523±0,0099, 0,08±0,04 и 0,052±0,010.